# کارنل، نیو ساوت ولز
کارنل (به انگلیسی: Kurnell) یک حومه شهر در استرالیا است که در نیو ساوت ولز واقع شده‌است.